# Kenneth Fearing
Kenneth Flexner Fearing (Oak Park, 28 luglio 1902 – New York, 26 giugno 1961) è stato uno scrittore statunitense.
È noto per il romanzo L'enorme ingranaggio (1946) da cui sono stati tratti i film Il tempo si è fermato (1948) e Senza via di scampo (1987).
Parente del presidente Coolidge, nel 1924 si trasferì a New York insieme alla compagna, la scrittrice e attivista Margery Latimer, dove iniziò la sua attività letteraria scrivendo poesie per varie riviste, tra cui The New Yorker.
Gli ultimi anni della sua vita furono segnati da povertà e problemi di salute derivati dall'alcolismo e dal tabagismo. Morì in ospedale, dove era stato trasportato per un forte dolore alla schiena, a causa di un melanoma.